# World Series of Poker 1992
1992 års World Series of Poker (WSOP) pokerturnering hölls vid Binion's Horseshoe.

## Inledande event
| Event                          | Vinnare             | Pris (USD) | Tvåa                 |
| ------------------------------ | ------------------- | ---------- | -------------------- |
| $1 500 Seven Card Stud         | Men Nguyen          | $120 600   | Tom McEvoy           |
| $1 500 Pot Limit Hold'em       | Buddy Bonnecaze     | $115 800   | Jimmy Athanas        |
| $1 500 Seven Card Razz         | Lamar Hampton       | $80 400    | Men Nguyen           |
| $1 500 Omaha 8 or better       | Eli Balas           | $122 400   | Marlon De Los Santos |
| $1 500 No Limit Hold'em        | Lance Straughn      | $152 400   | Greg Angel           |
| $1 500 Seven Card Stud Split   | Rick Steiner        | $105 000   | Marsha Waggoner      |
| $1 500 Limit Hold'em           | Bob Abell           | $226 800   | Rocky Ramano         |
| $1 500 Limit Omaha             | Tom McEvoy          | $79 200    | Berry Johnston       |
| $1 500 Pot Limit Omaha         | Billy Thomas        | $81 000    | Joe Lazar            |
| $5 000 Deuce to Seven Draw     | Mickey Appleman     | $119 250   | Huck Seed            |
| $1 500 Ace to Five Draw        | Dal Derovin         | $90 000    | Vince Burgio         |
| $2 500 Limit Hold'em           | Erik Seidel         | $168 000   | Phil Hellmuth Jr     |
| $2 500 Seven Card Stud         | Ray Rumler          | $106 000   | Ester Rossi          |
| $5 000 Pot Limit Omaha         | Hoyt Corkins        | $96 000    | O'Neil Longson       |
| $2 500 Pot Limit Hold'em       | Kenny Duggan        | $134 000   | Noli Francisco       |
| $5 000 Seven Card Stud         | Paul "Eskimo" Clark | $122 000   | Ray Rumler           |
| $2 500 No Limit Hold'em        | Lyle Berman         | $192 000   | Humberto Brenes      |
| $5 000 Limit Hold'em           | Phil Hellmuth Jr    | $168 000   | Steve Kopp           |
| $1 000 Ladies' Seven Card Stud | Shari Flanzer       | $38 000    | Kim Alford           |

## Main Event
201 spelare deltog i Main Event. Varje deltagare betalade $10 000 för att delta. Detta är det hittills första och enda året då färre spelare deltog än året innan (2006). Telly Savalas kom på 21:a plats.

### Finalbordet
| Placering | Namn             | Pris       |
| --------- | ---------------- | ---------- |
| 1         | Hamid Dastmalchi | $1 000 000 |
| 2         | Tom Jacobs       | $353 500   |
| 3         | Hans "Tuna" Lund | $176 750   |
| 4         | Mike Alsaadi     | $101 000   |
| 5         | Dave Crunkleton  | $60 600    |
| 6         | Clyde Coleman    | $30 300    |